# Salvatore Angius
Salvatore Angius (Lanusei, 27 maggio 1980) è un poeta italiano, vincitore del premio internazionale Simón Bolívar 2015.

## Biografia
Figlio di un ufficiale dei Carabinieri, sin dall'infanzia ha girato l'Italia al seguito del padre. Il nonno contadino era un poeta popolare sardo che si dilettava in poesia georgica. Alla Scuola militare Nunziatella di Napoli conosce il professor Claudio Ferone, latinista e grecista. Quest'ultimo influenza la sua formazione, indirizzandolo definitivamente verso la poesia. Lasciata la carriera militare, negli anni successivi scrive volumi di poesia, come Disse il lupo alla luna (2009), la sua versione in portoghese Disse o lobo para a Lua e Tracce nel tempo (2010).
Notato da Rodolfo Rodríguez del Teatro Simón Bolívar di Caracas, è invitato alla manifestazione internazionale La casa halta donde los halbores hablan e successivamente pubblica il suo quarto libro, Dialoghi dal bosco. Nello stesso periodo alcune sue poesie vengono pubblicate nella mostra argentina «Aquarela Letteraria 2015» organizzata dal poeta Sergio Bravi a Buenos Aires. A marzo 2015 pubblica Dialoghi col vento con prefazione di Enrico Nascimbeni. A settembre 2015 è candidato al premio UNESCO “Simón Bolivár” per la categoria “ascenso de la carriera”, vincendolo nel dicembre dello stesso anno.
Nel gennaio 2018 ha partecipato all'evento di beneficenza "Una serata che vale una vita"  organizzata dall'Associazione Centro Formazione Medica, nel quale è stato donato un defibrillatore, declamando la sua poesia “S’arresta..per poi ripartire”.

## Opere
- Disse il lupo alla luna, Feltrinelli, 2009
- Tracce nel Tempo Ma.gi. editore, 2010
- Disse o lobo para a Lua, San Paulo ED
- Dialoghi col vento, Rupe mutevole, 2015